# Los Valdecolmenas
Los Valdecolmenas – gmina w Hiszpanii, w prowincji Cuenca, w Kastylii-La Mancha, o powierzchni 31,31 km². W 2011 roku gmina liczyła 105 mieszkańców.